# 3732 Vávra
3732 Vávra là một tiểu hành tinh vành đai chính với chu kỳ quỹ đạo là 1157.9991024 ngày (3.17 năm).
Nó được phát hiện ngày 27 tháng 9 năm 1984.